# Husein Kavazović
Hussein Kavazović (Gradačac, 3 luglio 1964) è un imam bosniaco, dal settembre 2012 Gran Muftì della Bosnia ed Erzegovina.

## Biografia
Figlio di Hasan e Saima Kavazović, Husein frequenta le scuole a Gradačac la Gazi Husrev-Bey Madrasa a Sarajevo, dove si diploma nel 1983. Lascia quindi la Jugoslavia per studiare diritto islamico tra il 1985 e il 1990 all'Università al-Azhar del Cairo, quindi ritorna in patria per difendere la propria tesi di master alla Facoltà di Studi Islamici dell'Università di Sarajevo.
Lavora come imam, hatib e mualim in varie congregazioni musulmane a Srebrenik e Gradačac, prima di divenire muftī di Tuzla dal 1993 al 2012. A inizio anni '90 è anche eletto membro del Consiglio della Comunità Islamica di Bosnia ed Erzegovina (Islamska Zajednica, IZ).
Nel 2012 la Comunità Islamica lo elegge con 240 preferenze su 382 Gran Muftì (reis-ul-ulema) di Bosnia ed Erzegovina, il 14° a partire dal 1882, succedendo così a Mustafa Cerić. Nel suo programma elettorale, Kavazović spinge per la cooperazione con le altre comunità religiose e una maggiore "incorporazione delle donne nel lavoro della comunità religiosa musulmana". 
Parla bosniaco, arabo e inglese.